# Distrito de Pangoa
El distrito de Pangoa es uno de los nueve que conforman la provincia de Satipo, ubicada en el departamento de Junín en el centro del Perú.
Desde el punto de vista jerárquico de la Iglesia católica, pertenece a la Parroquia San Martín de Porres de Pangoa perteneciente al Decanato de Satipo que forma parte del Vicariato apostólico de San Ramón.

## Toponimia
El nombre de Pangoa proviene de la voz asháninca pangá, nombre que recibía el río que cruza por allí. Otra teoría es que proviene de pangotsi, 'casa'; en referencia a la hospitalidad de los antiguos nativos.

## Historia
De acuerdo a las investigaciones realizadas hasta el momento, no se tiene un panorama claro y preciso en cuanto a fechas y lugares respecto a la ubicación de los primeros pobladores de este sector.
La historia colonial ha establecido referencias textuales desde la intervención de los misioneros franciscanos, jesuitas y dominicos que fueron los primeros exploradores del valle de Pangoa, estos grupos de religiosos se fueron instalando en labores misionales en la margen izquierda del río Perené, río Satipo y río Mazamari (hoy en día río Mazamari).
El valle del río Sonomoro o también conocido como el cerro de la sal fue el primer bastión establecido por los franciscanos quienes en su afán de conquistar esta zona determinan enviar al padre Manuel de Biedma Gallardo, de padre español y madre peruana, de familia aristocrática formado en aulas franciscanas ingresa al territorio pangoino en 1673 procedente de Comas y apoyado por religiosos voluntarios, ingresan a Santa Cruz de Espíritu Santo de Sonomoro (hoy Hermosa Pampa y Teoría).
Los lugareños al ver a intrusos de diferentes rasgos y vestimentas avisaron al curaca Tonté amigable él y de buen humor con los extraños facilitó el trabajo de la misión a Biedma y de ese modo efectúa sus primeros contactos.
El clima tropical de Pangoa es asequible la humedad favorece el crecimiento de plantas herbáceas y la fertilidad de sus tierras fueron el principal atractivo de los visitantes que para ese entonces solo tenían afanes misionales.

### Distritalización de Pangoa
El primero de octubre de 1962, a las 3 p. m. se reúnen campesinos colonos con el propósito de crear un anexo que por mayoría de votos deciden llamar “Libertad de Pangoa” siendo nombrado como el primer agente municipal Emilio Morales Bravo y teniente gobernador Horacio Merino Salazar, al día siguiente se realizan los primeros trabajos de monte real o chocleo por los trece de Pangoa. 
El 26 de marzo de 1965, en el primer gobierno del Presidente Fernando Belaúnde Terry se crea la provincia de Satipo por Ley N° 15481 y sus distritos: Satipo, Río Negro, Coviriali, Pampa Hermosa, Mazamari, Llaylla, Río Tambo y Pangoa. Como primer alcalde fue nombrado Emilio Morales Bravo y el primer gobernador Horacio Merino Salazar. El recién creado distrito de Pangoa tiene 6 197.41 km² ubicado a 510 metros sobre el nivel del mar su clima es cálido húmedo tropical.
Ciudad ubicada en plena ceja de selva donde pueden visitarse a las comunidades nativas. Además de cataratas, y no son pocas como en otros lugares de Junín. La provincia de Satipo cuenta con más de cien repartidas en sus 9 distritos.

## Autoridades

### Municipales
- 2023 - 2026 Alcalde: Oscar Villazana Rojas[3]
- 2019 - 2022[4]
  - Alcalde: Celso Sexto León Llallico, de Caminemos Juntos por Junín.
  - Regidores:

- 1. Julián Raúl Galván Mosquera (Caminemos Juntos por Junín)
  2. Liz Gavi Vásquez Acosta (Caminemos Juntos por Junín)
  3. Walver Surichaqui Godoy (Caminemos Juntos por Junín)
  4. Mery Rufina Ticse Alvarado (Caminemos Juntos por Junín)
  5. Piter Mauro Pascual Castillo (Caminemos Juntos por Junín)
  6. Neri Nicolás Salazar Melgar (Movimiento Político Regional Perú Libre)
  7. Edicson Oscar Baltazar Ramos (Movimiento Político Regional Perú Libre)
  8. Elmer Israel Huallullo Villazana (Alianza para el Progreso)

Alcaldes anteriores
- 2015 - 2018:[5] Pedro Castañeda Vela, del Movimiento Junín Sostenible con su Gente (JSG).
- 2011 - 2014: Oscar Villazana Rojas.

### Policiales
- Comisario: Cmdte. PNP  Luis CORDERO

## Comunidades
- Comunidad Nativa Shora de Alto Coriri, cuyos pobladores pertenecen a la etnia Nomatsigenga.
- Comunidad nativa de Sonomoro.

Representante comunal: Marcelino Camacho.

## Festividades
- 6 de mayo: San Martín de Porres (Fiesta Patronal).
- Fiesta de la Virgen de Cocharcas.
- Aniversario del café.

## Costumbres
+...muchas
·  Navidad